# Wolf-Dieter Schubert
Wolf-Dieter Schubert (* 16. September 1951 in Wien) ist ein österreichischer Chemiker, Pulvermetallurge und Hartmetallfachmann.

## Leben
Nachdem er 1961 bis 1969 ein Gymnasium in Wien besuchte, begann Wolf-Dieter Schubert zunächst sein Chemie-Studium 1970 an der Technischen Universität Wien, unterbrach dieses aber um 1974 per Anhalter nach Syrien, in den Iran und den Irak zu reisen. Nach seiner Rückkehr studierte der bei Richard Kieffer und Peter Ettmayer am Institut für Chemische Technologie Anorganischer Stoffe zur Chemie der Refraktärmetalle. Bei letzterem promovierte er 1980 über die Phasengleichgewichte in den Systemen Co-Mo-W-C und Ni-Mo-W-C. Er erarbeitete damit die Grundlagen für eine Substitution von Wolframcarbid in Hartmetall durch Dimolybdäncarbid, was in den 1970er Jahren in der Hartmetallindustrie ein dringendes Problem war, da die Wolfram-Preise einen enormen Anstieg verzeichneten. Aufgrund wieder fallender Preis wurde der Ersatz von Wolframcarbid nie in die Praxis umgesetzt. Nach seiner Promotion zum Doktor der technischen Chemie verließ er die Universität, um durch Peru zu reisen, bis er aufgrund einer Erkrankung nach sieben Monaten nach Österreich zurückzukehren musste. Er nahm bei Benno Lux, dem Nachfolger von Richard Kieffer, seine alte Position als Universitätsassistent wieder an.
1993 folgte seine Habilitation über die Herstellung feinster und untrafeinster Wolframcarbidpulver und Hartmetalllegierungen im Fachbereich Metallurgie und Chemische Technologien mit der Erteilung der Venia docendi. 1998 wurde er zum außerordentlichen Professor des Instituts für Chemische Technologien und Analytik an der TU Wien berufen, eine Position, die er bis zur Pensionierung 2016 innehielt. Als technischer Berater der International Tungsten Industry Association (ITIA), dem weltweiten Industrieverband der Wolframhersteller, ist Wolf-Dieter Schubert seit 2004 tätig.

## Publikationen und wissenschaftliche Arbeit
Wolf-Dieter Schubert veröffentlichte über 100 Publikationen und betreute 78 Diplomarbeiten und Dissertationen, insbesondere zum Thema Wolframcarbid und Hartmetall. Die mit Erik Lassner zusammen verfasste Monographie Tungsten, gilt heute als ein Standardwerk über das Element Wolfram. Ein dreiteiliger Schulfilm über Wolfram entstand unter Schuberts Führung im Jahre 2002.

## Auszeichnungen
- 1992: Dr. Paul Grünfeld-Gedächtnispreis der Gesellschaft Deutscher Metallhütten und Bergbau e.V.[1]
- 2015: Skaupy-Preis des Fachverbands Pulvermetallurgie[7]